# Leucocarbo campbelli
Il cormorano di Campbell (Leucocarbo campbelli Filhol, 1878) è un uccello appartenente alla famiglia dei Falacrocoracidi diffuso nell'isola Campbell.

## Descrizione
Lungo circa 76 cm, è simile nell'aspetto al cormorano caruncolato, dal quale si differenzia per essere privo di maschera facciale.

## Distribuzione e habitat
Vive nell'isola Campbell al largo della Nuova Zelanda.